# Робин Гуд

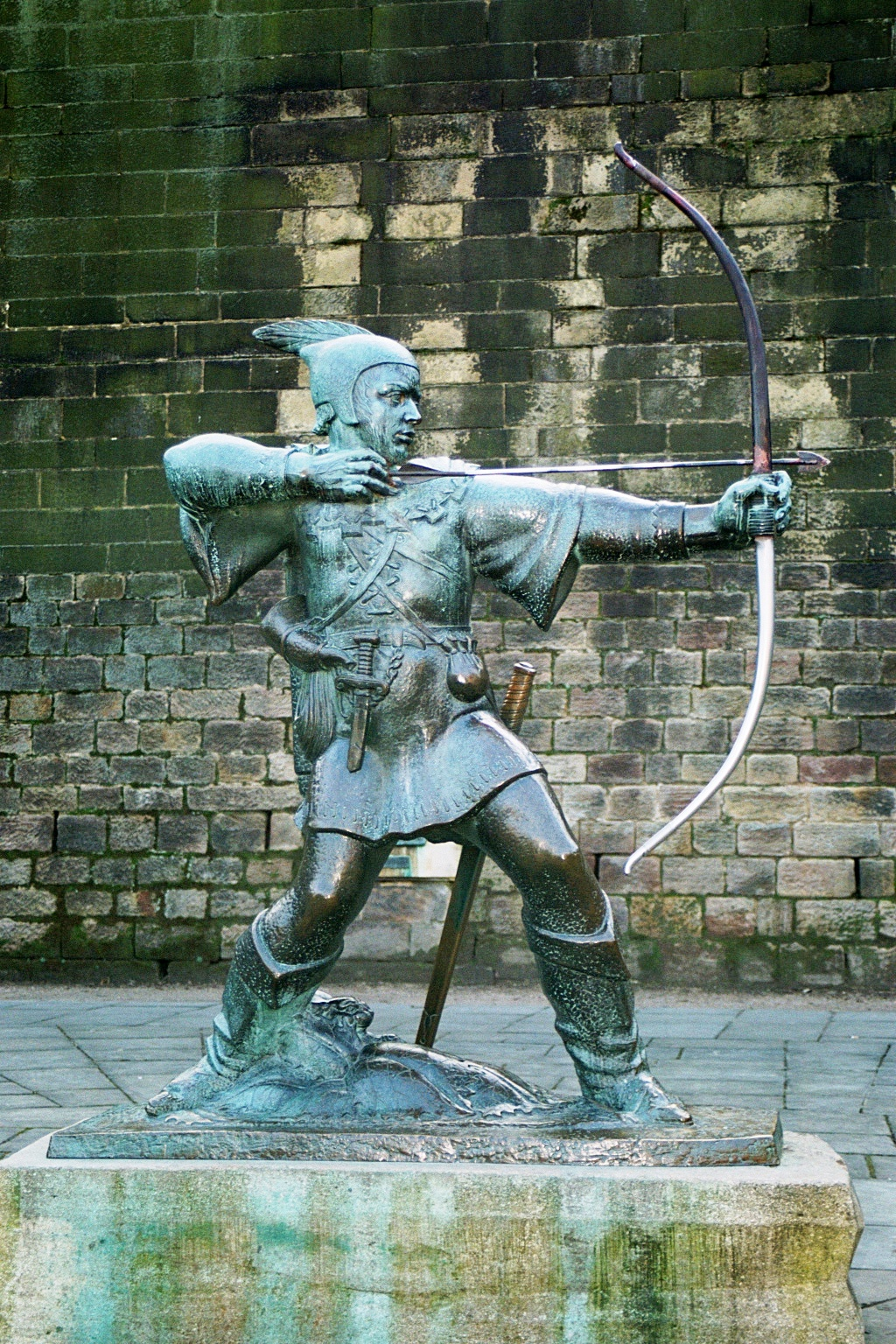
Памятник Робину Гуду в Ноттингеме. Скульптор Джеймс Артур Вудворт, 1952 г.

Робин Гуд на флаге графства Ноттингемшир

Ро́бин Гуд (фонетически верный вариант — Робин Худ; англ. Robin Hood) — популярный герой средневековых английских народных баллад, благородный предводитель лесных разбойников. По преданию, действовал со своей шайкой «Весёлых шервудских разбойников» в Шервудском лесу около Ноттингема — грабил богатых, отдавая добытое беднякам.
В одном из наиболее полных сборников английских баллад, опубликованных Фрэнсисом Чайлдом в XIX веке, насчитывается 40 произведений о Робин Гуде.
Робин Гуд — один из немногих, наряду с королём Артуром, легендарных героев английских баллад, вышедших за рамки фольклора и ставших важной культурной реалией, — на темы баллад о нём пишутся литературные произведения, ставятся спектакли, снимаются многочисленные фильмы и т. п.

## Этимология

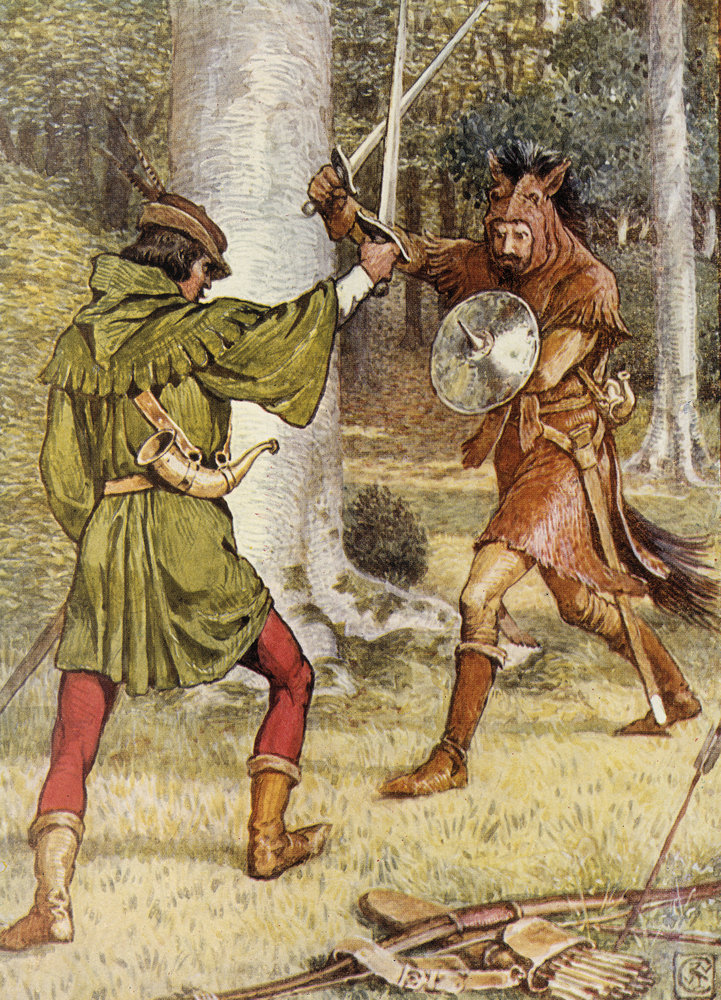
Уолтер Крейн. «Бой Робина Гуда с Гаем Гисборном» (1912)

Слово «hood» по-английски означает «капюшон» и указывает на элемент одежды Робин Гуда, а с ошибочной русской этимологией от англ. good — «хороший» связано только схожим звучанием. Вообще «hood» — это не только капюшон, но и несколько других подобных головных уборов — башлык, чепец, клобук, шлем человеческий или конский (главное, чтоб он закрывал / защищал всю голову). Робин Гуд и его противник Гай Гисборн носят головные уборы, называющиеся одним и тем же словом — капюшон и рыцарский шлем. Но у слова «hood» есть и переносный смысл — «скрывать (накрыть капюшоном)».
Помимо этого, в средние века на северном диалекте английского языка словом hood ещё и назывался лес (wood), а имя верховного англосаксонского бога Водена, традиционно изображавшегося с лицом, скрытым шляпой или капюшоном, порой произносилось как «Ходен» (Hoden).
Слово «robin» переводится как «малиновка», но возможно, что имя героя — результат переосмысления выражения «Rob in hood» — «Роб (Роберт) („rob“, „robber“ также означает „грабитель“) в капюшоне». Так Робина назвала Мариан, когда он выиграл турнир лучников и провозгласил её королевой турнира. Оба этих значения, hood-капюшон и robin-малиновка, обыграны в популярном телесериале «Робин из Шервуда» («Robin of Sherwood», Великобритания, 1984—1986), где главный герой часто называется «Робином в капюшоне».
По мнению британского историка и журналиста Артура Брайанта, имя Робину могло прийти из англосаксонского языческого фольклора и происходит от эльфа Робина Гудфеллоу («Доброго парня»). Известна также ассоциация Робин Гуда с Робином Добрым Малым (англ. Robin Goodfellow), или Паком (англ. Puck) — лесным духом в фольклоре фризов, саксов и скандинавов.
Тесная связь образа Робина с эльфийской мифологией подтверждается широким распространением его имени в названиях старинных мест и известных растений Англии. Известно множество названных в его честь старинных дубов, древнейший из которых упоминается в одной англосаксонской хартии как «дуб Хода» в Вустершире. В Ноттингемшире, в 4 милях от Уорксопа, в округе Бассетлоу, существует деревня Ходсок, название которой также переводится как «дубовое дерево Хода» (англ. Hod's oak-tree), а пирамиды камней в Блэк-Дауне в Сомерсете и в Блэкстоун-Эдж в Ланкашире, как и курганы близ Уитби в Йоркшире и Ладлоу в Шропшире, издавна называли «седалищами Робин Гуда». Известны «холмы Робин Гуда» в Глостершире и Дербишире, «скала Робин Гуда» близ Матлока в Дербишире, а в Ноттингемшире, Йоркшире и Ланкашире в честь него названы многие колодцы. Его «креслом» считался камень в Хоуп-Дейл в Дербишире, его «конюшней» — пещера в Ноттингемшире, а пропасть близ Чатсуорт-хауса в Дербишире именовалась его «прыжком».
Исследователи XIX века предпринимали также попытки увязать происхождение прозвища легендарного героя со скандинавским Hödr, то есть «воин», или древнегерманским словом Hodeken, которым, по словам братьев Гримм, в немецком фольклоре называли лесных эльфов.

## Исторические прототипы

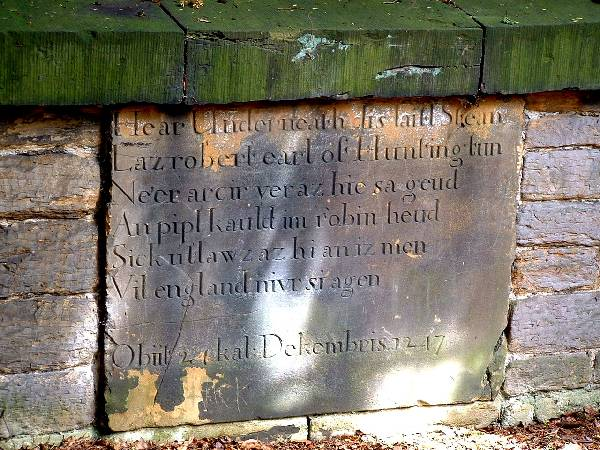
Надпись на надгробном камне Робина Гуда в Кирклейском аббатстве (Западный Йоркшир)

Образ героя этих баллад и легенд возник в XIII — первой половине XIV века. Долгое время популярна была художественная версия Вальтера Скотта, основанная на ошибочной теории, выдвинутой ещё в XVI веке шотландским историком и философом Джоном Мейджором и развитой в первой половине XVIII века антикварием и одним из пионеров британской археологии Уильямом Стьюкли. Согласно этой версии, Робин жил во второй половине XII века, то есть был современником Ричарда Львиное Сердце и Иоанна Безземельного. В частности, в 1631 году лондонский поэт Мартин Паркер завершал свою «Подлинную историю Робин Гуда» вымышленной эпитафией, в которой указывал, что знаменитый разбойник умер в 1198 году, на девятом году правления короля Ричарда I. Против этой версии говорит ряд исторических деталей: так, соревнования по стрельбе из лука стали проводиться в Англии не раньше конца XIII века, когда йомены Чешира и Западного Мидленда переняли это искусство у валлийских горцев.
В ранних балладах Робин выступает в качестве йомена, то есть свободного мелкого землевладельца, в более же поздних он предстаёт незаконнорождённым сыном Ранульфа Честерского (1170—1232) или несправедливо лишённым титула и владений графом Хантингдонским. Титул графа Хантингдонского был ликвидирован королём Генрихом III в 1237 году и вновь восстановлен лишь во второй половине XIV века, претендентом же на него был живший в XIII столетии и лишённый наследства рыцарь Роберт де Ким. Другим прототипом благородного разбойника мог быть некий Роджер Ходберд, бывший вассал мятежного графа Симона де Монфора, действовавший в окрестностях Ноттингема и скрывавшийся в Шервудском лесу в последние годы правления короля Генриха III (1216—1272), когда в результате Второй войны баронов земли и имущество по всей Англии переходили из рук в руки, и разорённые мятежники уходили в лес, создавая партизанские отряды.

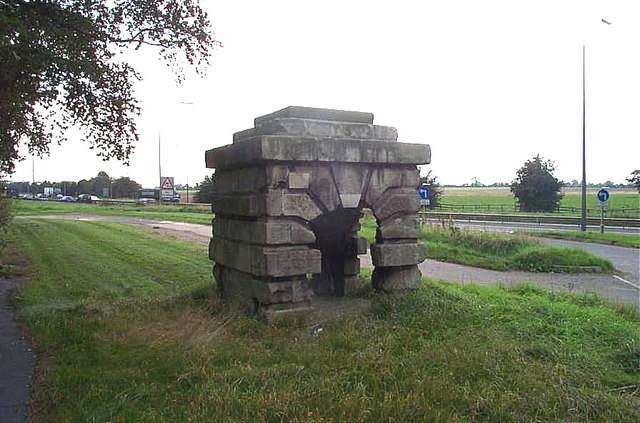
Колодец Робин Гуда в Барнсдейле

В исторической литературе «дворянином вне закона» (лат. nobilis exlex) впервые назвал в 1530-х годах Робина в своём труде «Collectanea» королевский антикварий и поэт Джон Лиланд, а в 1568 году известный издатель эпохи Тюдоров Ричард Графтон ссылался в своей хронике на некий находившийся в его распоряжении и подтверждавший это «старинный памфлет».
В последние годы приобрела популярность гипотеза, высказанная ещё в 1852 году антикварием Джозефом Хантером, согласно которой реальным прототипом Робина являлся некий Роберт Худ из Уэйкфилда, живший во времена короля Эдуарда II, служивший мятежному графу Томасу Ланкастеру и ушедший в лес в 1322 году после поражения в битве при Боробридже и казни своего господина. Имя некого Роберта либо Робина Хода (англ. Robert Hod, Robyn Hode) как получателя жалованья действительно упоминается в счетах королевской палаты за 1323—1324 годы, на основании чего ряд авторов пришли к заключению, что указанный Роберт раскаялся и поступил на службу к Эдуарду, а к старости принял постриг в Кирклейском аббатстве, где в 1346 году и скончался. Нашедшая своё завершение в популярной книге писателя Найджела Кауторна «Правдивая история Робина Гуда» (2010) версия эта активно тиражировалась в прессе; при этом высказывались безосновательные утверждения, что указанный Худ, или Ход был чуть ли не одним из королевских фаворитов.
Однако в подобном случае историческая основа для мифа о народном герое, которая, по мнению большинства исследователей, сформировалась ещё в первой половине XIV столетия, не получила бы достаточного времени для своего развития. О захоронении Робина близ Кирклейского монастыря писал вышеназванный Графтон, а в 1607 году в сочинении «Британия» антикварий Уильям Кемден. В настоящее время в парке близ этого аббатства, снесённого в XVI веке, существует т. н. «могила Робин Гуда» с надгробной плитой, надпись на которой называет покойного бывшим «графом Хантингтонским», скончавшимся 24 декабря 1247 года, но практически все исследователи считают её подделкой. В частности, ещё в 1944 году британский историк Джон Уильям Уокер справедливо заметил, что в названном году дата 24 декабря не приходилась на указанные в надписи календы, а в 1961 году британский медиевист Морис Кин писал, что язык, на котором составлена эпитафия, не похож ни на один из когда-либо бытовавших вариантов английского.
В 1963 году вышеназванный Артур Брайант обратил внимание, что в ранних вариантах баллад о Робине Гуде чаще всего фигурирует король по имени Эдуард, отождествляемый им именно с Эдуардом II, в эпоху которого в лесах Шервуда и Рокингема действовало несколько разбойников, как правило, происходивших из числа местных зажиточных землевладельцев, пострадавших из-за обычных для тех времён земельных распрей и судебного произвола. Наиболее известным из них был Юстас де Фольвиль, сколотивший с тремя братьями банду в полсотни сторонников, убивавший королевских судей и грабивший проезжих, но якобы делившийся с бедняками остатками добычи. Получив помилование после свержения в 1327 году Эдуарда, он отслужил в королевском войске в Шотландии, однако по возвращении вернулся к прежнему ремеслу, действуя в окрестностях Ноттингема в общей сложности около двадцати лет. В местных легендах фигурируют и другие предводители местных инсургентов, в частности, некий Хереуорд Бодрый, отождествлённый некоторыми исследователями с саксонским повстанцем Херевардом Уэйком, скрывавшимся в XI веке в Брунесвальдском лесу на границе Нортгемптоншира и Хантингдоншира, барон Фульк Фитцуорин, живший ещё во времена Иоанна Безземельного (1199—1216), и Адам Гудронский, современник Эдуарда I Длинноногого (1272—1307).
Позднейшая традиция, зафиксированная, в частности, в «Ранних английских романах в прозе» Уильяма Томса (1827—1828), называет родиной Робина Гуда селение Локсли близ Шеффилда в Южном Йоркшире, по названию которого иногда и самого знаменитого разбойника именуют Робином Локсли. Местом пребывания его отряда называется Шервудский лес в окрестностях Ноттингема. Однако в ранних вариантах баллад вольные стрелки укрывались в Барнсдейле в Южном Йоркшире, где в старину находился ещё более обширный заповедный королевский лес, богатый дичью и оленями. Как раз поблизости от него находятся и Локсли, и Уэйкфилд, и Кирклей, и родное аббатство одного из соратников Робина брата Тука. Местопребыванием банды Робина называл Барнсдейлскую долину и вышеупомянутый Джон Лиланд. Отечественный литературовед Михаил Морозов справедливо заметил, что Шервудский лес — не столько географическое понятие, сколько собирательный образ «царства свободы и братства», в котором отразились народные мечты о социальной справедливости.

## Источники

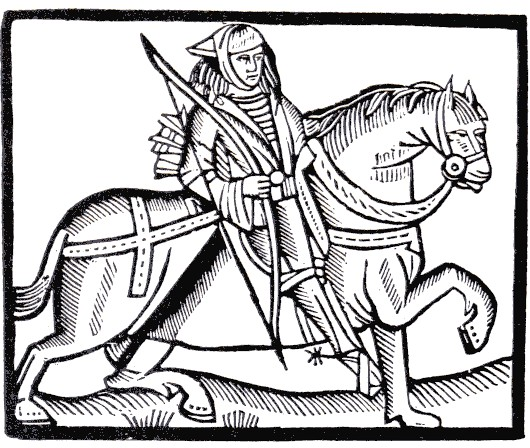
Гравюра из издания «Малой жесты о Робин Гуде» XVI в. Национальная библиотека Шотландии

## Сопутствующие персонажи

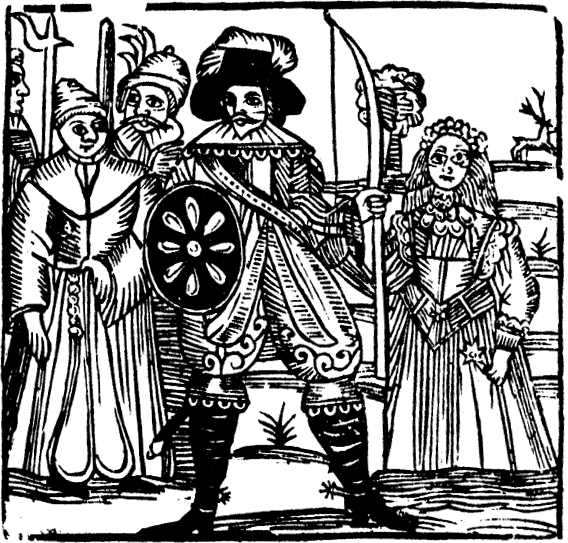
Робин Гуд с девой Марион. Ксилография второй пол. XVII в.

«Лесная армия» Робина, первоначально, по-видимому, насчитывавшая дюжину-другую вольных стрелков, впоследствии была серьёзно увеличена народным воображением, в XVI веке у Дж. Мейджора и вовсе превратившись в «сотню». В балладах соратники Робина выступают в качестве отличных лучников, смелых, изобретательных и по-своему благородных людей.
Известными героями эпоса, наряду с самим Робин Гудом, являются также его помощники: Маленький Джон (также: Малыш Джон, Малютка Джон, Крошка Джон), Брат Тук — монах, Уилл Скарлетт (также: Скарлок, Скэдлок, Скэтлок, Скателок) — бывший солдат, Мач, сын мельника, Алан из Лощины (Алан-э-Дэйл) и жена (подруга) Робина — дева Мариан. Главными противниками разбойников являются шериф Ноттингемский, сэр Гай Гисборн, епископ Герфордский и принц Джон.
Большинство из перечисленных персонажей попали в баллады о Робине не ранее второй половины XV столетия. Так, образ девы Мариан, в котором отразился как христианский культ Девы Марии или Марии Магдалины, так и отголоски языческих поверий, попал в Англию, скорее всего, из старинной французской пасторали «Пастух Робин и пастушка Марион». Изначально Мариан изображалась народными сказителями даже потаскушкой, подругой отца Тука, а позже превратилась в знатную леди Матильду, или Клоринду из рода Фицуотер.
Сам брат Тук (англ. Fryer Tucke), происходивший из Фаунтинской обители цистерцианцев в Северном Йоркшире или бенедиктинского монастыря Св. Марии в Йорке, впервые появляется как персонаж во фрагменте пьесы 1475 года, отрывок из рукописи которой сохранился в библиотеке Тринити-колледжа Кембриджского университета, затем фигурирует в пьесе для майских игр, опубликованной в 1560 году, первая же посвящённая ему баллада, носящая название «Робин Гуд и отчаянный монах», датируется 1621 годом. Образ странствующего или беглого монаха, в частности, сюжет о его препирательствах и схватке с Робином у брода, также уходит своими корнями в мифологическое прошлое. Впрочем, известный антикварий елизаветинской эпохи Джон Стоу упоминает некого вора по прозвищу «монах Тук», ещё в 1417 году действовавшего в Суррее и Сассексе. Его, по-видимому, можно отождествить с упомянутым ещё в двух датированных 1417 и 1429 годами исторических документах Робертом Стаффордом, капелланом из Сассекса, также носившим прозвище брата Тука (Frere Tuk).

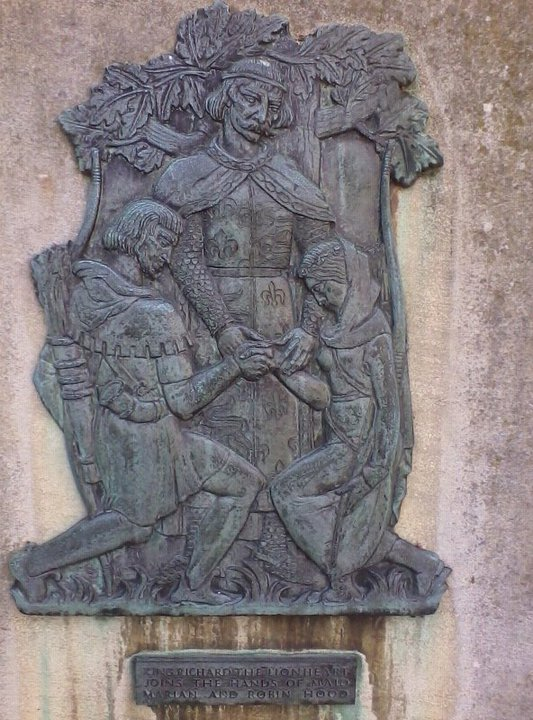
Ричард Львиное Сердце обручает Робина с Марион. Медальон на стене Ноттингемского замка. Автор Джеймс Артур Вудворт, 1952 г.

Впервые упомянутое Эндрю Уинтонским имя Джона-Малыша, верного, но не всегда послушного соратника Робина, порой предпочитавшего поступать по-своему, пытались трактовать по-разному, объясняя и как ироническое прозвище могучего верзилы, и как результат обыгрывания собственного имени Джон Литтл. Историческим прототипом его может считаться реально существовавший разбойник Джон Ле Литтл (англ. John Le Little), действовавший в первой половине XIV века в окрестностях Уэйкфилда, выходцем из которого был вышеупомянутый современник Эдуарда II Роберт Худ. В «Жесте о Робин Гуде» говорится, что Джон бывал в деревне Сайлис в Западном Йоркшире, располагавшейся поблизости от Понтефракта у вышеназванного Барнсдейлского леса. А в балладе «Робин Гуд и Поттер» рассказывается, что он повстречался с Робином в соседней деревне Вентбридж, расположенной в 3 милях к юго-востоку от того же города.
Гай Гисборн, которого популярная литература, без особых на то оснований, называет рыцарем и даже вассалом Ноттингемского шерифа, впервые упоминается в вышеупомянутой пьесе 1475 года из собрания Тринити-колледжа, окончательный же вариант баллады «Робин Гуд и Гай Гисборн» сформировался не ранее 1650 года, и в 1765 году был переработан Томасом Перси в «Памятниках старинной английской поэзии». Изначально Гисборн, вероятно, выступал в качестве нанятого шерифом наёмного стрелка-убийцы, и лишь поздние предания превратили его в собирательный образ рыцаря-феодала, алчного грабителя и противника народных свобод.
Между тем, исторически постоянная должность шерифа появилась в Ноттингеме не ранее 1449 года, когда городу пожалована была грамота, предоставившая его жителям выбирать органы местного самоуправления, причём обязанность эту исполняли, как правило, не дворяне, а горожане. Вероятно, в образе одиозного шерифа увековечен был наместник непопулярного в народной памяти принца Джона, сторонники которого 28 марта 1194 года после непродолжительной осады сдали занятый ими ранее Ноттингемский замок Ричарду Львиное Сердце.
Американский журналист и писатель Джеймс Рестон (младший) в своей книге «Священное воинство» (2001), ссылаясь на анналы Роджера Ховеденского, утверждает, что на следующий день после капитуляции замка Ричард отправился в Шервуд, где якобы встретился с Робином и даже его подругой Мариан. Однако в реальности названный хронист сообщает, что 29 марта 1194 года король просто посетил незнакомый ему ранее заповедный лес, оставшись премного им доволен, после чего вернулся в Ноттингем для совещания с баронами и прелатами.

## Образ Робина Гуда в культуре
В европейской литературе первой половины XIX века, в эпоху романтизма, образ Робина Гуда переживает второе рождение, когда ему, начиная с романа «Айвенго» Вальтера Скотта (1819), в сущности, безосновательно приписывают заметную роль не только в социальной, но и политической борьбе своего времени. Тем не менее, английский поэт-романтик Роберт Саути отметил, что ни один из прочих английских героев не пережил настолько своё время, поэтому «имя Робина будут помнить до тех пор, пока Англия останется Англией».
- Бен Джонсон, неоконченная пьеса «Печальный пастух»
- Вальтер Скотт, «Айвенго». Здесь Робин Гуд впервые вошёл в европейскую литературу Нового времени (в качестве второстепенного, но очень важного действующего лица).
- Александр Дюма, «Робин Гуд — король разбойников».
- Александр Дюма, «Робин Гуд в изгнании».
- Говард Пэйл. «Весёлые приключения Робин Гуда»
- Дональд Энгус, «Робин Гуд. Разбойник».
- Стивен Лоухед, трилогия «Король Воронов» («Гуд», 2006; «Скарлет», 2007; «Тук», 2009).
- Диана Кинг, «Робин Гуд»
- Эскот Лин, «Робин Гуд и его весёлые друзья»
- Михаил Гершензон, «Робин Гуд».
- Леонид Филатов, «Большая любовь Робин Гуда».
- Елена Хаецкая (под псевдонимом Меделайн Симонс), «Меч и Радуга».
- Софья Радзиевская, «Тысячелетняя ночь».
- Ирина Токмакова, «Робин Гуд»
- Анна Овчинникова, «Друг и лейтенант Робина Гуда» (книга в жанре исторического фэнтези о нашем современнике, который волей случая оказался в средневековой Англии и стал верным соратником Робина Гуда, известным впоследствии как Маленький Джони).
- Кэтрин Ласки. «Девушка-сокол» (книга в жанре исторического фэнтези, где главным действующим лицом является Дева Мэриан, понимающая язык птиц и способная перевоплощаться в них).
- Тадеуш Крашевски[пол.]. «Робин Гуд», «Марианна, жена Робин Гуда» — Робин Гуд предстаёт сыном англосаксонского дворянина, чьё имение было уничтожено, а сам он убит во времена нормандского ига. Роль угнетателей подчёркнуто отводится правящим в Англии нормандцам, в то время как остатки англосаксонских помещиков ведут патриархальный образ жизни и страдают от произвола наравне с простым людом.
- Кир Булычёв, повесть «Драконозавр».
- Далия Трускиновская, «Люс-А-Гард» (книга в жанре исторического фэнтези)
- Айлин Вульф, «Лорд и леди Шервуда» (книга в пяти томах в жанре исторического фэнтези)
- Айлин Вульф, «Друзья и недруги» (книга в двух томах в жанре исторического фэнтези)
- Ольга Суханова, дилогия «До последней стрелы» и «Король мечей»

- Робин Гуд — лесной разбойник. Пьеса Семёна Заяицкого, инсценированный рассказ Виктора Дубровского, музыка Марка Карминского, стихи Р. Бёрнса, перевод С. Маршака.
- Стрела Робин Гуда. Пьеса С. Прокофьевой и И. Токмаковой, поставленная в 1981 г. в Центральном театре Советской Армии (реж. С. Арцибашев и А. Бурдонский. В ролях: Робин Гуд — Николай Сахаров, сэр Гай Гисборн — Александр Балуев). В 1984 году режиссёром М. Муат спектакль снят для телевидения (ТО «Экран»).

- Робин Гуд / Robin Hood (США, 1922) режиссёр Аллан Дуон, в роли Робина Гуда: Дуглас Фербенкс.
- Приключения Робина Гуда / The Adventures of Robin Hood (США, 1938) режиссёр Майкл Кёртис и Уильям Кили, в главной роли: Эррол Флинн. Фильм получил три премии «Оскар» и одну номинацию.
- Разбойник и Королева / The Bandit of Sherwood Forest (США, 1946). В главной роли: Рассел Хикс (Russell Hicks).
- Месть Робина Гуда / Rogues of Sherwood Forest (США, 1950). В главной роли: Джон Дерек (John Derek).
- The Story of Robin Hood and His Merrie Men (США, 1952). В главной роли Ричард Тодд (Richard Todd). На русский язык фильм переведён не был.
- Айвенго (США, 1952; в роли Робина Гуда — Гарольд Уоррендер)
- Люди из Шервудского леса[англ.] (Великобритания, 1954), в роли Робина Гуда — Дон Тейлор.
- Меч Шервудского леса / Sword of Sherwood Forest (Великобритания, 1960; в главной роли: Ричард Грин (Richard Greene), этот же актёр в 1955—1960 гг. снимался в британском телесериале «Приключения Робина Гуда» (см. Телесериалы))
- Легенда о Робине Гуде / Magnifico Robin Hood, Il (Испания — Италия, 1970; в главной роли: Джордж Мартин (George Martin))
- Стрелы Робин Гуда (СССР, 1975; в роли Робина: Борис Хмельницкий)
- Художник из Шервудского леса — тв-мюзикл (СССР, 1980)
- Робин и Мэриан / Robin and Marian (США, 1976). В роли Робина: Шон Коннери, в роли Мариан: Одри Хепбёрн. В советском кинопрокате шёл под названием Возвращение Робин Гуда.
- Айвенго (США, 1982). В роли Робина Гуда — Дэвид Робб.
- Баллада о доблестном рыцаре Айвенго (СССР, 1982) режиссёр Сергей Тарасов, в роли Робина Гуда: Борис Хмельницкий.
- Робин Гуд / Robin Hood (Канада, Германия, Великобритания, США, 1991). В главных ролях: Патрик Берджин, Ума Турман.
- Робин Гуд: Принц воров / Robin Hood: Prince of Thieves (США, 1991). В главной роли: Кевин Костнер.
- Робин Гуд: Мужчины в трико / Robin Hood: Men in Tights (Франция, США, 1993). Комедия-пародия. В главной роли: Кэри Элвес (Cary Elwes).
- Дочь Робина Гуда: Принцесса воров / Princess of thieves (США, 2001). История дочери Робина Гуда. В главной роли: Кира Найтли, роль Робина Гуда исполнил Стюарт Уилсон
- Шервудский лес / Beyond Sherwood Forest (Канада, 2009; в роли Робина Гуда: Робин Данн)
- Робин Гуд / Robin Hood (США, Великобритания, 2010), режиссёр Ридли Скотт, в главной роли: Рассел Кроу.
- Робин Гуд: Призраки Шервуда / Robin Hood: Ghosts of Sherwood (Германия, США, 2012). Фильм в жанре ужасов режиссёра Оливера Крекеля. В главной роли: Мартин Тон
- Робин Гуд: Начало / Robin Hood (США, 2018), режиссёр Отто Баферст, в главной роли Тэрон Эджертон.

- Робин Гуд / Robin Hood (1953). Шесть серий. Сериал снят телекомпанией BBC. В главной роли: Патрик Траутон. Первое появление Робина Гуда на телевидении. 30-минутные серии транслировались в прямом эфире и сохранились только отрывками.
- Приключения Робин Гуда / The Adventures of Robin Hood (1955—1959, 4 сезона, всего 143 серии). В главной роли: Ричард Грин. На русский язык не переводился.
- Злоключения Робина Гуда / The Misadventures Of Robin Hood (Великобритания, 1976). Скетч в «Шоу Бенни Хилла»[48]. В роли Робина Гуда: Бенни Хилл.
- «Робин из Шервуда» (Великобритания, 1983—1985, 3 сезона, всего 26 серий). В главной роли: Майкл Прейд, Джейсон Коннери.
- Новые приключения Робина Гуда / The New Adventures of Robin Hood (1997—1999, 4 сезона по 13 серий). В роли Робина Гуда: Мэттью Порретта.
- Назад в Шервуд / Back to Sherwood (Канада, 1999). В главной роли: Эйми Касл (Aimée Castle).
- «Робин Гуд» / Robin Hood (2006—2009). 3 сезона по 13 серий. Сериал снят телекомпанией ВВС. В роли Робина Гуда: Джонас Армстронг.
- «Однажды в сказке» / Once Upon a Time (2011, телекомпания ABC). В роли Робина Гуда: Шон Магуайр, а также Том Эллис.
- Робот из Шервуда (2014, телекомпания BBC) — 3 серия 8 сезона сериала «Доктор Кто». В роли Робина Гуда: Том Райли.
- цикл скетчей «Робин и Мэриан Гуд» в российском скетч-шоу «Нереальная история» (СТС, 2011—2013)

Лис Робин Гуд в диснеевском мультфильме 1973 года

- Мультсериал Реактивный Робин Гуд / Rocket Robin Hood (Канада, США, 1966—1969). Действие происходит в 3000 году на Шервудском астероиде, где Робин Гуд и его банда «весёлых космонавтов» борются против злого шерифа.
- Отважный Робин Гуд (СССР, 1970). В этом мультфильме прозвучала песня М. Зива на стихи Евгения Аграновича («Свершили в чаще колдуны над Робин Гудом чудо…»).
- Робин Гуд (США, 1973). Мультфильм, созданный студией Уолта Диснея, пересказывает традиционные легенды о Робине Гуде с антропоморфными животными в качестве действующих лиц (Робин Гуд и его возлюбленная Мариан — лисы, Маленький Джон — медведь, шериф Ноттингемский — волк, принц Джон — облезлый лев и тому подобные).
- Приключения Робина Гуда / The Adventures of Robin Good (Австралия, 1985).
- Робин Гуд (Япония, 1990).
- Робин Гуд — Проказник из Шервуда (Франция, 2013—2015).

- Разгадка тайн истории с Олли Стидсом. Робин Гуд (англ. Solving History with Olly Steeds. Robin Hood) — телеканал Discovery, 2010.

- Robin of the Wood (1985) — квест с элементами боевика.
- Super Robin Hood[англ.] (1986) — боевик.
- The Amazing Adventures of Robin Hood (1993) — боевик.
- Conquests of the Longbow: The Legend of Robin Hood[англ.] (1991) — квест с элементами аркады.
- Robin Hood: The Legend of Sherwood (2002) — тактическая игра.
- Robin Hood: Defender of the Crown (2003) — игра с элементами аркады, стратегии, шутера. Ремейк игры 1986 года.
- Hood: Outlaws & Legends (2021) — игра в жанре Экшен, стелс, приключение

- «Баллада о вольных стрелках» — В. С. Высоцкий (1975), написана для фильма «Стрелы Робин Гуда», в который не вошла.
- Пластинка «Робин Гуд» (1978, СССР, Всесоюзная студия грамзаписи «Мелодия»). Детский мюзикл по пьесе Семёна Заяицкого. Большинство песен — адаптация стихов Роберта Бёрнса в переводе С. Маршака. Песни исполняют многие ведущие артисты СССР.
- «Робин Гуд и скорняк»[англ.] — группа «Sherwood», альбом «Лукавая Джоанна» (2010).
- «Робин Гуд» — группа «Кар-Мэн», альбом «Кармания» (1992).
- «Лесные разбойники» — группа «Король и Шут», альбом «Камнем по голове» (1996).
- «Robin Hood» — группа «Edguy», альбом «Age of the Joker» (2011).
- «Робин Гуд» — группа «Марко Поло», альбом «Александрия» (2015).
- «Лесные разбойники» — группа «Марко Поло», альбом «История рыцаря» (2022).

## Издания переводов баллад
- Баллады о Робин Гуде / Пер. Н. С. Гумилёва, В. А. Рождественского, М. И. Цветаевой. — СПб.: Всемирная литература, 1919. — 104 с. — (Англия, вып. 8).
- Баллады о Робин Гуде / Пер. с англ. И. М. Ивановского. — Л.: Детгиз, 1959. — 96 с.
- Баллады о Робин Гуде / Пер. с англ. И. М. Ивановского. — Л.: Детгиз, 1963. — 80 с. — (Школьная библиотека).
- Три лесных стрелка. Английские народные баллады / Пер. с англ. И. М. Ивановского. — М.: Детская литература, 1972. — 159 с.
- Английские и шотландские баллады / Пер. С. Я. Маршака. — М.: Наука, 1973. — 156 с. — (Литературные памятники).
- Баллады о Робин Гуде / Пер. с англ. И. М. Ивановского. — Л.: Художник РСФСР, 1980. — 64 с.: ил.
- Воды Клайда. Английские и шотландские народные баллады и песни / Пер. И. М. Ивановского. — Л.: Лениздат, 1987. — 208 с.
- Полное собрание баллад о Робин Гуде / Пер. С. Я. Маршака, Н. С. Гумилёва, М. И. Цветаевой, В. А. Рождественского. Сост. В. В. Эрлихман. Худ. М. К. Кантор. — М.: ООО «АСТ», 2015. — 150 с.: ил. — ISBN 978-5-17-087916-8.
- Робин Гуд. Баллады / Изд. подг. В. С. Сергеева. Пер. Н. С. Гумилёва, С. Я. Маршака, Г. В. Иванова, Г. В. Адамовича и др. — М.: Наука; Ладомир, 2018. — 888 с. — (Литературные памятники). — ISBN 978-5-86218-562-1.
- Баллады о Робин Гуде / Пер. с англ. И. М. Ивановского. Худ. И. Ю. Олейников. — М.: Контакт-культура, 2023. — 64 с.: ил. — ISBN 978-5-903406-88-3.

### Исследования
- Брайант Артур. Эпоха рыцарства в истории Англии / Пер. с англ. Т. В. Ковалёва, М. Г. Муравьёва. — СПб.: Евразия, 2001. — 578 с. — (Clio magna). — ISBN 5-8071-0085-9.
- Жак ле Гофф. Герои и чудеса Средних веков / Пер. с франц. Д. Савосина. — М.: Текст, 2012. — 220 с. — ISBN 978-5-7516-1066-1.
- Морозов М. М. Избранные статьи и переводы. — М.: Художественная литература, 1954. — 596 с.
- Эрлихман В. В. Робин Гуд. — М.: Молодая гвардия, 2012. — 254 с.: ил. — (ЖЗЛ. Малая серия). — ISBN 978-5-235-03529-4.
- Walker John William. Robin Hood Identified // Yorkshire Archaeological Journal. — Volume 36. — Wakefield: Yorkshire Archaeological Society, 1944. — pp. 4-46.
- Hilton Rodney Howard. The Origins of Robin Hood // Past & Present. — Volume 14. — Issue 1. — November 1958. — pp. 30-44.
- Джон Уильям Уокер. «The True History of Robin Hood» (1973), изд. Yorkshire: EP Publishing Limited, ISBN 0-85409-889-5.
- Джеффри Ричардс[англ.]. «Swordsmen of the Screen: From Douglas Fairbanks to Michael York» (1977), изд. Routledge, ISBN 978-0-7100-8478-1.
- Джеймс Кларк Холт[англ.]. «Robin Hood» (1982), изд. Thames & Hudson, ISBN 0-500-27541-6.
- Джон Беллами. «Robin Hood: An Historical Enquiry» (1985)
- Г. Филлипс, М. Китмен. «Robin Hood The Man Behind the Myth» (1995), изд. Michael O'Mara Books[англ.]
- Рональд Хаттон. «The Stations of the Sun: A History of the Ritual Year in Britain» (1997), изд. Оксфордского университета, ISBN 978-0-19-288045-1.
- Джеффри Л. Сингман[англ.]. «Robin Hood: The Shaping of the Legend» (1998), изд. Greenwood Press, ISBN 0-313-30101-8.
- Стивен Томас Найт[англ.]. «Robin Hood: A Complete Study of the English Outlaw». (1994), изд. Blackwell Publishers, ISBN 0-631-19486-X.
- Стивен Томас Найт[англ.], ed. «Robin Hood: An Anthology of Scholarship and Criticism». (1999), изд. Cambridge: D.S. Brewer.
- Стивен Томас Найт[англ.]. «Robin Hood: A Mythic Biography» (2003), изд. Cornell University Press, ISBN 978-0-8014-3885-1.
- Артур Поллард. «Imagining Robin Hood : the late-medieval stories in historical context» (2004), изд. Routledge, ISBN 0-415-22308-3.
- Найджел Кауторн[англ.]. «A Brief History of Robin Hood» (2010), изд. Constable & Robinson, ISBN 978-1-84901-301-7.
- Дэвид Болдуин[англ.]. «Robin Hood: The English Outlaw Unmasked» (2010), изд. Amberley Publishing, ISBN 978-1-84868-378-5.

### Справочники
- Мифология Британских островов. Энциклопедия / Ред. и сост. К. Королев. — М.: Эксмо; СПб.: Terra Fantastica, 2003. — 640 с. — ISBN 5-699-03526-5.
- Lee Sidney. Hood, Robin // Dictionary of National Biography. — Volume 27. — London: Smith, Elder & Co, 1891. — pp. 258—261.
- John Wesley Hales, Frederick John Snell. Robin Hood // Encyclopædia Britannica, 11’th ed. — Volume 23. — Cambridge University Press, 1911. — pp. 420—421.
- Taylor John. Robin Hood // Dictionary of the Middle Ages, ed. by Joseph R. Strayer. — Volume 10. — New York: Charles Scribner’s Sons, 1988. — pp. 435—437. — ISBN 0-684-18276-9.
- Gleißner Reinhard. Robin Hood // Lexikon des Mittelalters. — Band 7. — Stuttgart; Weimar: Metzler, 1999. — Sp. 919—920. — ISBN 3-476-01742-7.